# Aumansmolen
De Aumansmolen (ook: Oostmolen) is een windmolenrestant in de Oost-Vlaamse plaats Laarne, gelegen aan de Brandemanstraat 24.
Deze ronde stenen molen van het type grondzeiler fungeerde als korenmolen.

## Geschiedenis
De molen werd opgericht in 1805-1806. In een hergebruikte balk in de molen vindt men het jaartal 1706.
In 1891 werd een stoommachine geplaatst, maar tot 1928 werd ook nog met windkracht gemalen. Toen verloor de molen zijn wiekenkruis. In 1938 werd ook de kap verwijderd. De romp werd toen afgedicht. In een aanbouw aan de molen werd een elektromotor geplaatst welke de in de molenromp aanwezige maalinstallatie kon aandrijven.
In 1995 werden de molenromp en de elektrische maalderij geklasseerd als monument. In 2000 werden molenromp en maalderij hersteld.
Naast de molen vindt men nog het molenaarshuis en de hoeve, waarvan de kern uit de 1e helft van de 19e eeuw stamt.
- Inventaris van het Bouwkundig Erfgoed (Vlaanderen): 54297